# Wehrmachtführungsstab
Der Wehrmachtführungsstab (WFSt, bis 1940 Wehrmachtführungsamt, WFA) im Oberkommando der Wehrmacht (OKW) war eine Stabsstelle in der Zeit des Nationalsozialismus. Er leistete die eigentliche Stabsarbeit des OKW. Das WFA, später der WFSt, wurde, mit kurzer Unterbrechung 1939, bis zum Kriegsende von Alfred Jodl als Chef des Wehrmachtführungsstabes im Oberkommando der Wehrmacht geführt.
Der Wehrmachtführungsstab war entgegen dem, was der Name suggerierte, nicht der Generalstab für die gesamte Wehrmacht. Der jeweilige Hauptkriegsschauplatz, also ab 1941 die Führung des Krieges gegen die Sowjetunion, lag in den Händen des Oberkommandos des Heeres, lediglich die übrigen Kriegsschauplätze lagen in der Zuständigkeit des Wehrmachtführungsstabes.

## Gliederung
- Wehrmacht-Führungsamt (ab 1940 Wehrmachtführungsstab) (Chef: 1. September 1939 bis 8. Mai 1945 Generaloberst Alfred Jodl)
  - Abteilung Landesverteidigung und stellvertretender Chef WFSt (Chef: 1. September 1939 bis 6. September 1944 Generalmajor/Generalleutnant/General der Artillerie Walter Warlimont, 6. September bis 30. November 1944 Generalmajor Horst Freiherr Treusch von Buttlar-Brandenfels, 1. Dezember 1944 bis 23. April 1945 General der Gebirgstruppe August Winter, 23. April bis 8. Mai 1945 Oberstleutnant Kleyser)
    - WFSt/op (H) (Erster Generalstabsoffizier Heer im WFSt)
    - WFSt/op (M) (Erster Admiralstabsoffizier im WFSt)
    - WFSt/op (L) (Erster Generalstabsoffizier Luftwaffe im WFSt)
    - WFSt/Org (Zweiter Generalstabsoffizier im WFSt)
    - WFSt/Qu (Quartiermeister im WFSt)

  - Abteilung für Wehrmachtpropaganda (Chef: 1. September 1939 bis 8. Mai 1945 Generalmajor Hasso von Wedel)
  - Heeresstab (Chef: 15. Februar 1942 bis 8. Mai 1945 General der Infanterie Walter Buhle)
  - Amtsgruppe Wehrmachtnachrichtenverbindungen
    - Fu (Funkabwehr)
    - Chi (Chiffrierabteilung)
    - GBN (Generalbevollmächtigter für technische Nachrichtenmittel)
    - KFA (Kriegsfernmeldeabteilung)

  - Der Beauftragte des Führers für die militärische Geschichtsschreibung (Walter Scherff)
  - Amtsgruppe Ausland (seit 1944, Chef: Leopold Bürkner)